# Kubisches Kristallsystem

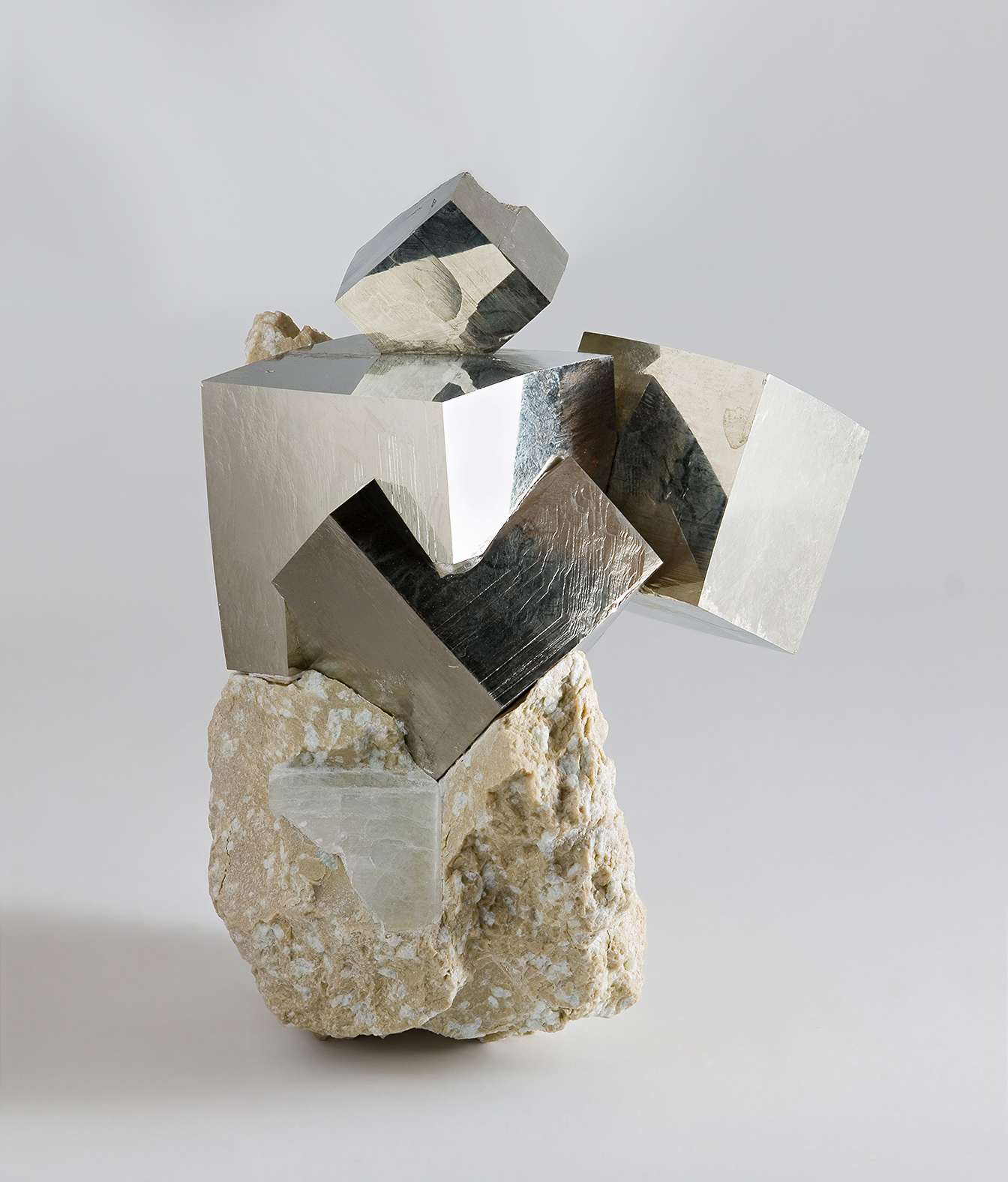
Würfelförmiger Pyrit, Navajún, La Rioja, Spanien

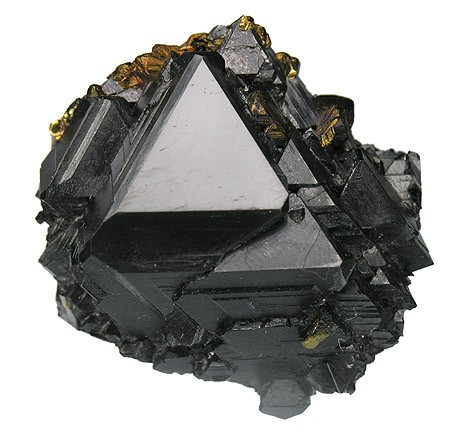
Sphaleritstufe (Größe: 2,3 × 2,3 × 1,2 cm) aus der Idarado Mine, Colorado, USA

Das kubische Kristallsystem gehört zu den sieben Kristallsystemen in der Kristallographie.
Es umfasst alle Punktgruppen, die in vier unterschiedlichen Richtungen jeweils eine dreizählige Dreh- oder Drehinversionsachse besitzen. Diese vier dreizähligen Achsen verlaufen in kubischen Kristallen entlang der vier Raumdiagonalen der Elementarzellen, deren Gestalt einem Würfel entspricht.
Oft werden auch drei vierzählige Drehachsen als Eigenschaft des kubischen Kristallsystems angegeben. Dies stimmt für das Achsensystem und die abstrakten kubischen Gitter, aber nicht allgemein für Kristallstrukturen, da es kubische Punktgruppen gibt, die keine vierzählige Symmetrie besitzen.

## Gittersystem
Das kubische Gittersystem hat die Holoedrie {\displaystyle m{\bar {3}}m}. Es gibt nur eine Möglichkeit dafür, dass in einem Gitter unterschiedliche dreizählige Achsen existieren können: als Raumdiagonalen eines Würfels. Daher hat das kubische Gitter drei rechte Winkel und auch drei gleich lange Achsen:
- {\displaystyle a=b=c}
- {\displaystyle \alpha \ =\beta \ =\gamma \ =90^{\circ }}

Die Aufstellung erfolgt im Allgemeinen gemäß dem in den International Tables for Crystallography vorgegebenen Standard.
Das kubische Gittersystem wird abgekürzt mit c (en: cubic).

## Bravais-Gitter

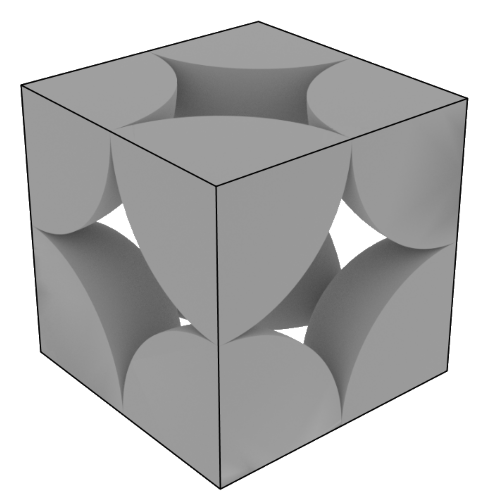
Elementarzelle einer Kubisch primitiven Kristallstruktur

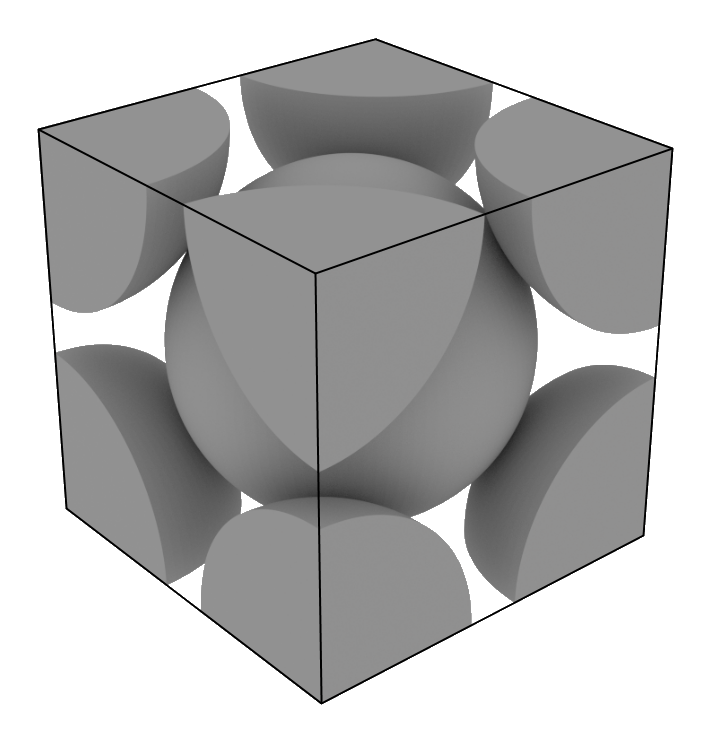
Elementarzelle einer kubisch raumzentrierten Kristallstruktur

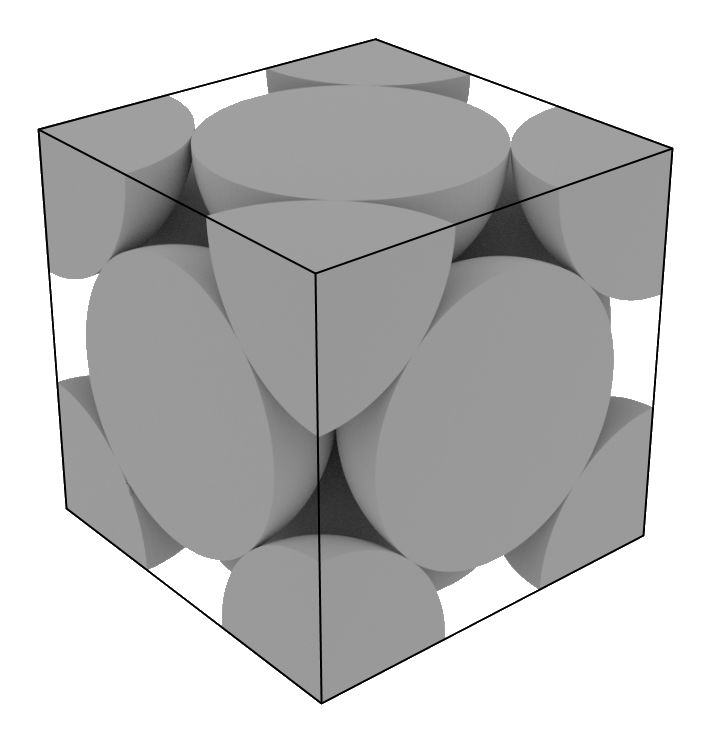
Elementarzelle einer kubisch flächenzentrierten Kristallstruktur

Kubisch primitives Gitter (Pearson-Symbol cP)
Kubisch raumzentriertes Gitter (Pearson-Symbol cI)
Kubisch flächenzentriertes Gitter (Pearson-Symbol cF)

Im Kubischen gibt es drei Bravais-Gitter, die in der Literatur auch oft mit ihrer englischen Abkürzung bezeichnet werden:
- das primitive Gitter (sc für simple cubic)
- das raum- oder innenzentrierte Gitter (krz bzw. bcc für body centered cubic)
- das flächenzentrierte Gitter (kfz bzw. fcc für face centered cubic).